# Loftus Road
Loftus Road je fotbalový stadion ležící v londýnské čtvrti Shepherd's Bush, na kterém své domácí zápasy odehrává ligový celek Queens Park Rangers FC. V roce 1981 byl na stadion nainstalován umělý trávník a stal se tak prvním britským profesionálním stadionem, na který byl tento trávník vůbec nainstalován. Odstraněn byl v roce 1988. Současná kapacita stadionu je 18 439 sedících diváků.
Mimo QPR na stadionu odehrával své domácí zápasy ragbyový tým London Wasps, který zde působil v letech 1996 až 2002. V letech 2002–2004 zde hrál své domácí zápasy další londýnský fotbalový klub Fulham FC, který zde působil z důvodu rekonstrukce Craven Cottage. Stadion byl mimo klubové zápasy využíván také na mezinárodní účely. Několik zápasů zde odehráli fotbalové reprezentace Jamajky a Austrálie. V roce 1985 se zde stal Barry McGuigan šampionem v muší váze organizace WBA, když v napínavém duelu porazil bývalého šampiona Eusebia Pedroza.